# Isosaari (ö i Finland, Lappland, Tunturi-Lappi, lat 67,88, long 24,91)
Isosaari är en ö i Finland. Den ligger i sjön Munajärvi och i kommunen Kittilä i den ekonomiska regionen  Fjäll-Lappland  och landskapet Lappland, i den norra delen av landet, 900 km norr om huvudstaden Helsingfors. Öns area är 2,4 hektar och dess största längd är 180 meter i öst-västlig riktning.